# 胜山龙
勝山龍（學名："Katsuyamasaurus"）是種未敘述的獸腳亞目恐龍，是個非正式名稱，生存於白堊紀早期的日本。化石發現於福井縣勝山市，包含尺骨與一節脊椎。
勝山龍是種肉食龍下目，是由大衛·蘭伯特（David Lambert）在1990年提及，但並未正式敘述，目前的狀態是無資格名稱。在福井盜龍發現後，喬治·奧利舍夫斯基（George Olshevsky）提出勝山龍可能是福井盜龍的異名，但目前沒有定論。